# Мухамед Мемић
Мухамед Мемић (Дервента, 2. септембар 1960) бивши је југословенски рукометаш.

## Каријера
Рођен је 2. септембра 1960. године у Дервенти. Играо је на позицији десног крила. Почео је да игра рукомет у Дервенти, а онда одиграо једну сезону у шабачкој Металопластици, и потом девет сезона у Слоги из Добоја.
Са омладинском репрезентацијом Југославије је био светски првак 1981. у Португалу. Био је члан југословенске репрезентације и генерације из Олимпијских игара у Сеулу 1988. године која је освојила бронзану медаљу. Освојио је титулу светског шампиона у Швајцарској 1986. године. За репрезентацију Југославије је наступио 98 пута.
Живи у Барселони.